# Zatoczkowate
Zatoczkowate (Planorbidae) – rodzina ślimaków płucodysznych z rzędu nasadoocznych (Basommatophora) obejmująca gatunki o zróżnicowanym kształcie i wielkości muszli (dyskowate, jajowato-stożkowate i czapeczkowate), drobnym ciele, nitkowatych czułkach i oczach położonych u ich nasady. Ślimaki te zamieszkują płytkie zbiorniki wody słodkiej. Spotykane w akwariach, gdzie są niechciane ze względu na szybkie rozmnażanie i przybieranie rozmiaru plagi.. Są żywicielami pośrednimi różnych gatunków przywr.
W Polsce występuje 20 gatunków zatoczkowatych:
- Anisus calculiformis – zatoczek wieloskrętny
- Anisus leucostomus – zatoczek białowargi
- Anisus spirorbis – zatoczek moczarowy
- Anisus vortex – zatoczek ostrokrawędzisty
- Anisus vorticulus – zatoczek łamliwy
- Bathyomphalus contortus – zatoczek skręcony
- Gyraulus acronicus
- Gyraulus albus – zatoczek białawy
- Gyraulus crista – zatoczek malutki
- Gyraulus laevis – zatoczek gładki
- Gyraulus riparius – zatoczek przybrzeżny
- Gyraulus rossmaessleri – zatoczek Rossmaesslera
- Hippeutis complanatus – zatoczek spłaszczony
- Menetus dilatatus – zatoczek rozszerzony
- Planorbarius corneus – zatoczek rogowy
- Planorbis carinatus – zatoczek obrzeżony
- Planorbis planorbis – zatoczek pospolity
- Segmentina nitida – zatoczek lśniący

oraz do niedawna zaliczane do rodziny przytulikowatych (Ancylidae):
- Ancylus fluviatilis – przytulik strumieniowy
- Ferrissia clessiniana – przytulik Wautiera, klasyfikowany też jako Ferrissia fragilis

Zatoczek łamliwy jest objęty ścisłą ochroną gatunkową.